# 冯芝茂
冯芝茂（1934年—），男，天津人，中华人民共和国政治人物。

## 生平
毕业于山西农学院，后供职于中共山西省委政策研究文教组、中共山西省委办公厅。1985年，担任中共山西省纪委副书记。次年任山西省人民政府副省长。1988年，担任山西省纪委书记。